# Цхалтубо (село)
Цхалтубо (груз. წყალტუბო) — село в Грузії.
За даними перепису населення 2014 року в селі проживає 2330 осіб.